# Dunnville
Dunnville är en ort i Kanada.   Den ligger i provinsen Ontario, i den sydöstra delen av landet, 400 km sydväst om huvudstaden Ottawa. Dunnville ligger 173 meter över havet och antalet invånare är 5 789.
Terrängen runt Dunnville är mycket platt. Runt Dunnville är det ganska glesbefolkat, med 43 invånare per kvadratkilometer.. Det finns inga andra samhällen i närheten. 
Omgivningarna runt Dunnville är en mosaik av jordbruksmark och naturlig växtlighet.